# Штурмовое орудие

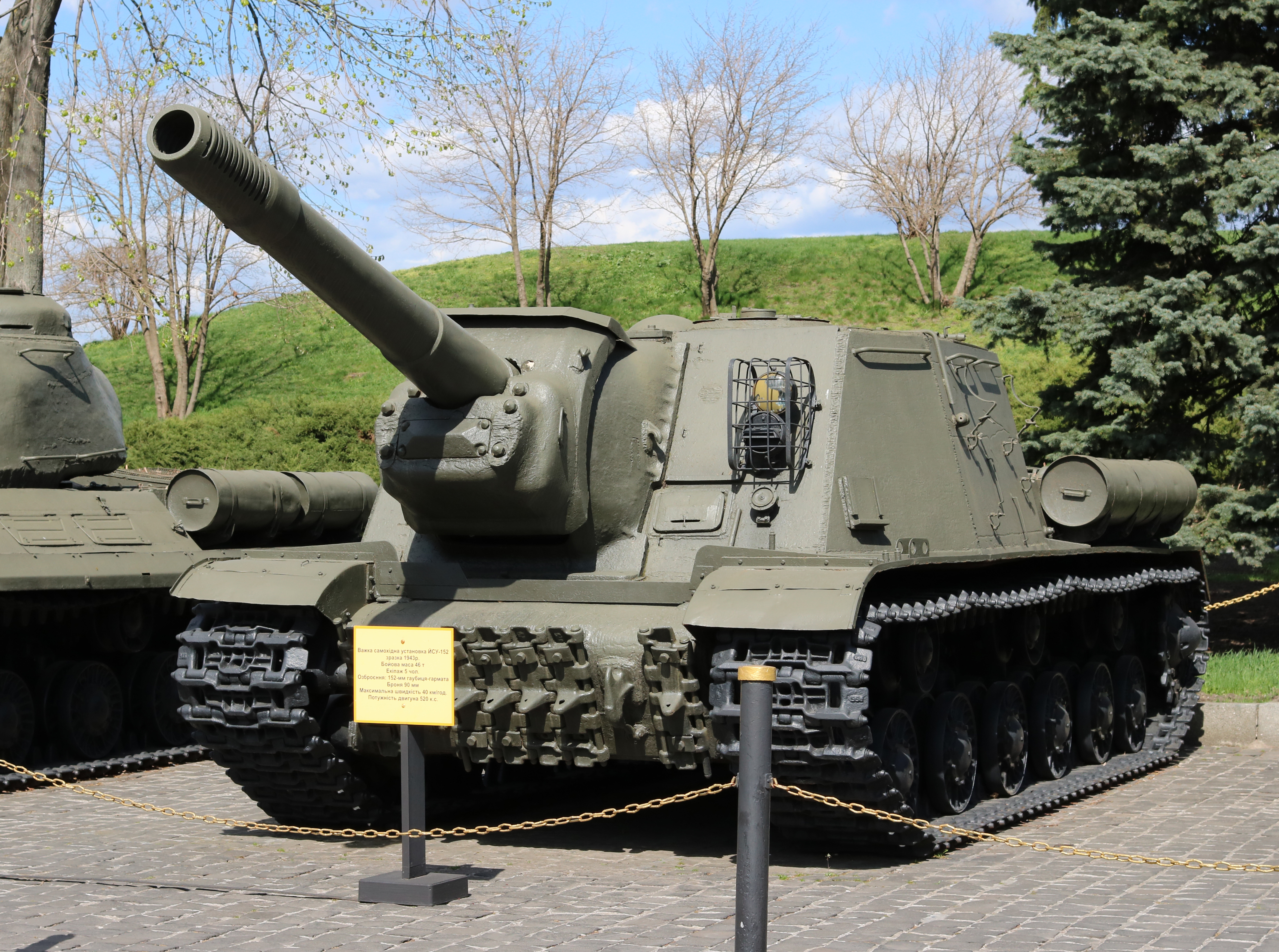
Советское тяжёлое штурмовое орудие ИСУ-152 в Музее истории Украины во Второй мировой войне. Киев, 2018 год

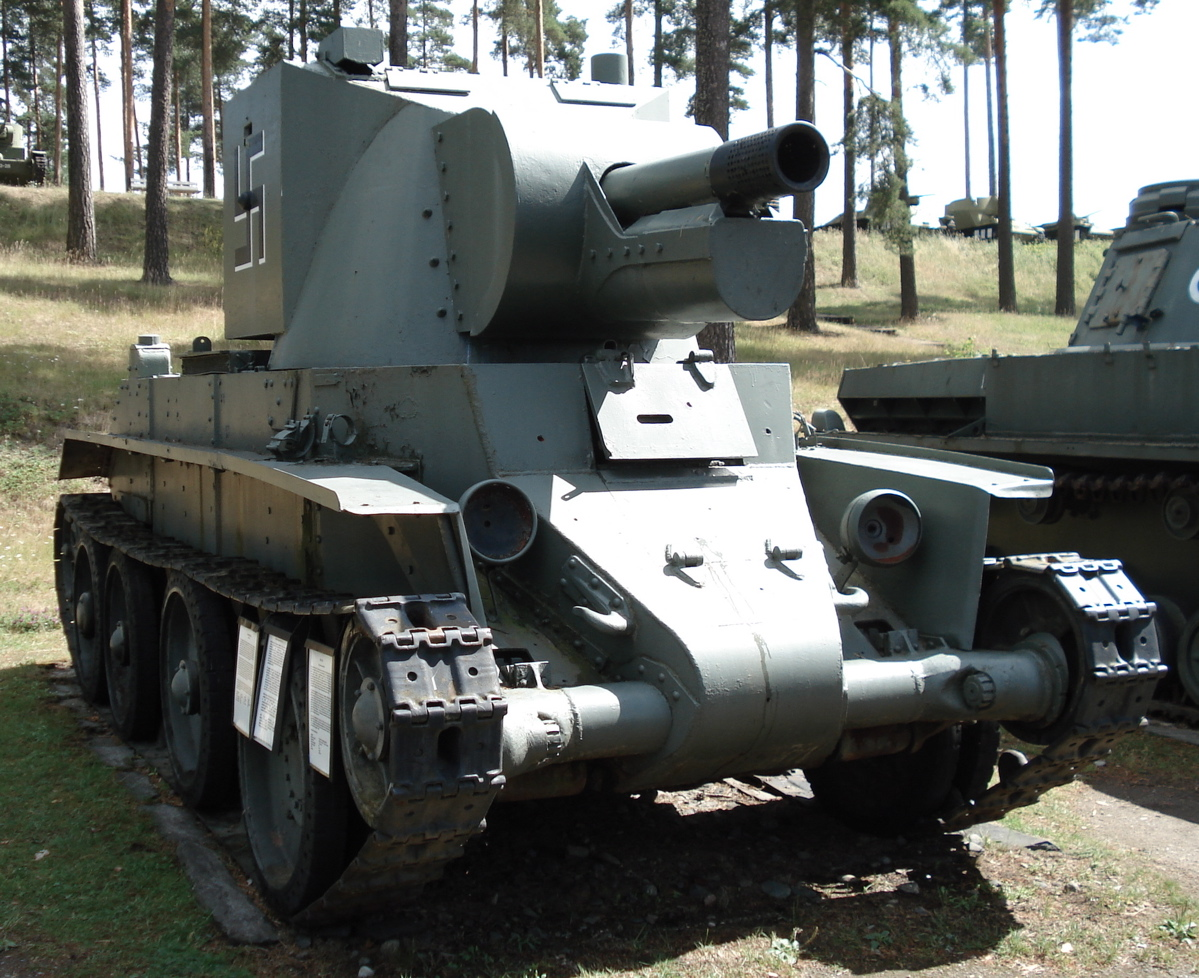
БТ-42.

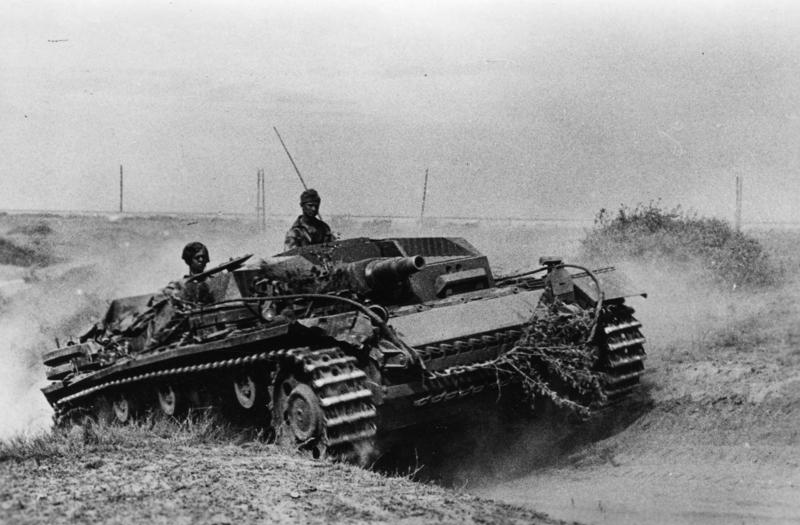
Sturmgeschütz III под Сталинградом.

Штурмово́е ору́дие — специализированная бронированная самоходная артиллерийская установка (САУ) на танковой базе, для непосредственной поддержки наступающих пехоты и танков. 
Во время Второй мировой войны являлись прежде всего оружием сопровождения пехоты с дистанции около 300 метров, хотя их могли использовать и не по прямому назначению для решения срочных оперативных задач:43
Использовались в основном для огня прямой наводкой для подавления пулемётов и других огневых точек противника. При обороне подразделения штурмовых орудий использовались для поддержки контратак пехоты, как правило, на решающем направлении. Главное отличие атаки танковой боевой группы от атаки пехоты со штурмовыми орудиями заключаются в том, что направление начатой атаки, поддерживаемой штурмовыми орудиями очень трудно изменить:49.
Штурмовые орудия в большей степени предназначены для борьбы с небронированными целями, полевой и долговременной фортификацией противника, частично для городских боёв. Как правило, они действуют в боевых порядках наступающих войск и поражают цели огнём прямой наводкой. Поэтому по сравнению с танком-базой штурмовое орудие обычно имеет пушечное вооружение большего калибра. Поздние модели штурмовых орудий с длинноствольными орудиями хорошо себя зарекомендовали и как противотанковое оружие.
После Второй мировой войны развитие концепции основного танка свело на нет боевую ценность САУ этого класса. В настоящее время штурмовые орудия практически не применяются.

## История
В межвоенное время советские военные теоретики интенсивно работали над проблемой оснащения Рабоче-крестьянской Красной армии самоходной артиллерией. В числе предложенных к реализации идей была и безбашенная, полностью бронированная боевая машина, предназначенная для непосредственной огневой поддержки пехоты и танков на поле боя. В начале 1930-х годов из-за слабости собственной конструкторской школы и материально-технической базы проект такой машины был заказан в Германии фирме «Даймлер-Бенц». Подрядчик в оговорённые соглашением сроки и цену не уложился, предложив свои наработки в середине 1932 года и затребовав тройную стоимость относительно её первоначального значения. Проект был отклонён советской стороной, но спустя какое-то время идея оказалась «к месту» в Третьем рейхе.
Название этого класса САУ возникло от нем. Sturmgeschütz (штурмовое орудие) — официального названия первой в мире немецкой самоходки этого типа Sturmgeschütz III (Штурмгешютц III). Во Второй мировой войне штурмовые орудия наиболее широко применяли Третий рейх, Советский Союз и фашистская Италия. Первые подразделения (семиорудийные батареи) этих машин применялись Вермахтом во время Французской кампании.
Во время начальной фазы Второй мировой войны Вермахт в 1939 году поставил вопрос о создании мобильной артиллерии, действующей в боевых порядках пехоты и расчищающей ей путь на поле боя путём уничтожения пулемётных гнёзд и буксируемых пушек врага огнём прямой наводкой. По сравнению с танками от новой боевой машины не требовалось орудие во вращающейся башне, — приоритетными были огневая мощь, малые габариты, хорошее лобовое бронирование и низкая стоимость производства. Фирме «Даймлер-Бенц» удалось удачно воплотить все эти пожелания в реальность, — конструкторы фирмы разместили короткоствольное 75-мм орудие (англ. Tank gun) Kampfwagenkanone в броневой рубке на шасси танка PzKpfw III с усилением лобового бронирования до 50 мм (базовый танк имел только 30 мм «во лбу»). Получившаяся САУ StuG III стала самым массовым образцом немецкой бронетехники времён Второй мировой войны и хорошо себя зарекомендовала в боях. Серьёзной слабостью StuG III было отсутствие курсового пулемёта и низкая начальная скорость снаряда. В результате САУ была беззащитна в ближнем бою и против танков с хорошим бронированием, поэтому самостоятельно StuG III применялись нечасто. Эти проблемы удалось разрешить к началу 1943 года, когда финальная версия StuG III Ausf G получила 75-мм длинноствольное орудие, пулемёт, 80-мм лобовое бронирование и бортовые экраны, защищающие от кумулятивных боеприпасов и пуль противотанковых ружей. В дальнейшем германские конструкторы создали ряд массовых моделей штурмовых орудий на базе другого основного среднего танка PzKpfw IV и малую серию САУ «Sturmtiger» на базе тяжёлого танка PzKpfw VI Ausf H «Tiger».
Хорошая эффективность StuG III сразу же стала предметом пристального внимания союзников и противников. Итальянские военные, недовольные боевыми характеристиками своих устаревших танков семейства M13/M14/M15, потребовали создать на их базе аналог StuG III. Фирма «Фиат-Ансальдо» хорошо справилась с заданием, разработав САУ Semovente da 75/18 и впоследствии ещё более мощные штурмовые орудия. Эти машины стали самой боеспособной итальянской бронетехникой, нанёсшей серьёзные потери войскам Великобритании и США в боях в Северной Африке и в Италии.

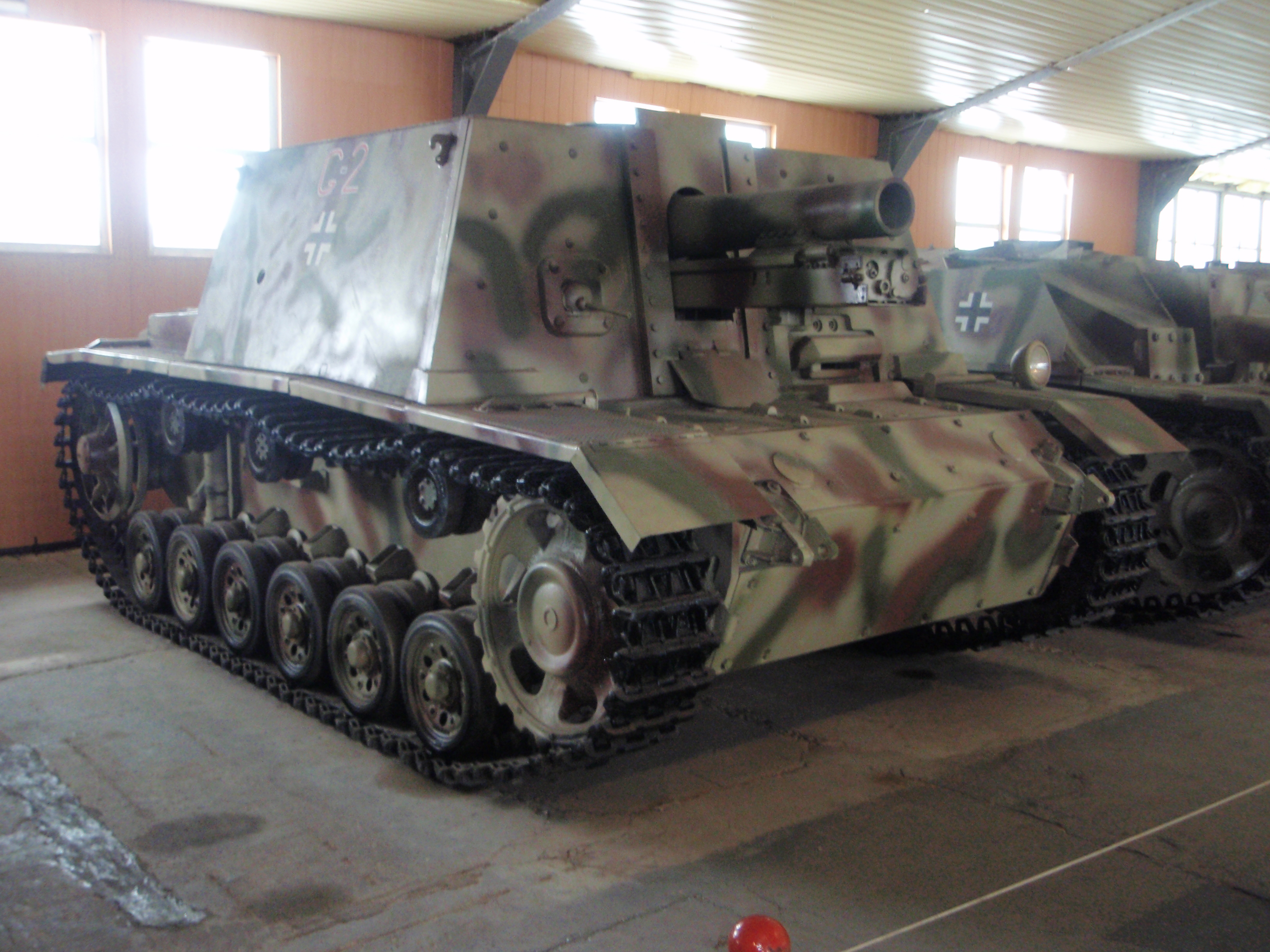
САУ StuIG 33B в Бронетанковом музее в Кубинке.

Советское руководство сразу признало боевую эффективность StuG III, поставив вопрос о разработке своих аналогов на базе танков Т-34 и КВ-1. Эвакуация танковых заводов и большая потребность Рабоче-крестьянской Красной армии в танках не позволили сразу же выполнить эту задачу, однако в ноябре — декабре 1942 года в весьма сжатые сроки советские конструкторы разработали среднее штурмовое орудие СУ-122 и тяжёлое СУ-152. Эти машины сразу же хорошо зарекомендовали себя в боях, однако большая нужда в истребителях танков вынудила прекратить серийный выпуск и дальнейшее развитие средних штурмовых орудий. Тяжёлые штурмовые орудия показали себя незаменимыми при прорыве заранее укреплённой обороны противника и штурмах городов. Поэтому с появлением нового танка ИС его базу сразу же использовали для создания тяжёлого штурмового орудия ИСУ-152. После устранения «детских болезней» конструкции эта технологичная, надёжная, неприхотливая, хорошо бронированная и мощно вооружённая машина стала лучшей в своём классе. СУ-152 и ИСУ-152 зарекомендовали себя и как очень эффективное средство для уничтожения тяжёлых танков противника, что заодно позволяло довольно эффективно парировать контратаки тяжёлых танков противника.

## Образцы штурмовых орудий

### Германия
- Штурмтигр — 380-мм САУ этого класса на базе танка PzKpfw VI Ausf H «Тигр I», выпущена в количестве всего 18 машин;
- StuG III — штурмовое орудие-родоначальник класса на базе среднего танка PzKpfw III, технологичное в производстве с большим модернизационным потенциалом и малозаметное на поле боя;
- StuG IV — штурмовое орудие на базе Pz. IV, аналогичное StuG III поздних модификаций по ТТХ;
- StuH 42 — штурмовое орудие, отличающееся от StuG III установкой 105-мм гаубицы;
- Sturmpanzer IV «Brummbar» — на базе Pz. IV.

### Советский Союз
- СУ-122 — средняя штурмовая САУ на базе среднего танка Т-34.

- СУ-152 — штурмовое орудие на базе танка КВ-1с.
- ИСУ-152 — усовершенствованная версия СУ-152, созданная на базе танков ИС-1 и ИС-2, пришедших на смену КВ.

### Италия
- Semovente da 75/18 — лёгкое штурмовое орудие на базе танка M40/M41/M42;
- Semovente fa 75/46 — дальнейшее развитие Semovente da 75/18;
- Bassotto, Semovente da 105/25 — установка 105-мм пушки в Semovente da 75/46.

### Франция
- ARL 40 V39 — штурмовое орудие созданное на основе основе танка B1. Серийно не выпускалось.

### Венгрия
- Zrínyi — штурмовое орудие на базе среднего танка Туран.

## Компоновочные особенности
По своей компоновке все штурмовые орудия довольно однотипны: боевая рубка с орудием в передней (фронтальной) части машины, двигатель — в кормовой. Важным компоновочным отличием германских и итальянских штурмовых орудий от советских являлось расположение трансмиссии — у первых она располагалась в носу машины, у вторых — в корме. Поэтому боевое отделение германских и итальянских штурмовых орудий было расположено хоть и в передней части машины, но ближе к её центру по сравнению с советскими аналогами — непосредственно за лобовым бронированием располагалась коробка перемены передач и другие узлы и агрегаты трансмиссии.